# Paco Herrera
Francisco Herrera Lorenzo – noto come Paco Herrera – (Barcellona, 2 dicembre 1953) è un allenatore di calcio ed ex calciatore spagnolo, di ruolo centrocampista.

## Carriera
Nella stagione 2011-2012 ottiene la promozione in massima serie col Celta Vigo, allenandolo anche nella stagione successiva, la sua prima da allenatore in Primera División.

## Palmarès

### Giocatore

#### Competizioni nazionali
- Segunda División (Spagna): 1

Sporting Gijón: 1976-1977

### Allenatore

#### Competizioni nazionali
- Tercera División (Spagna): 1

Mérida: 1999-2000